# Đảng Nhân dân Tự do và Dân chủ
Đảng Nhân dân Tự do và Dân chủ thắng cử (tiếng Hà Lan: Volkspartij voor Vrijheid en Democratie, viết tắt VVD) là một chính đảng tự do-bảo thủ ở Hà Lan. Lãnh đạo đảng này thời điểm năm 2012 là ông Mark Rutte. Trong cuộc bầu cử tháng 9 năm 2012, công bố kết quả vào ngày 13 tháng 9 năm 2012, đảng này đã giành được 41 ghế trong Quốc hội Hà Lan, nhiều hơn đối thủ là Đảng Lao động 2 ghế. Đảng Xã hội về thứ ba với 15 ghế.
VVD ủng hộ doanh nghiệp tư nhân ở Hà Lan và là một đảng có đường lối tự do về kinh tế. Sau khi nội các Balkenende thứ tư được thành lập, VVD là đảng đối lấp lớn thứ hai trong Hạ viện Hà Lan. Trong cuộc bầu cử tổng của Hà Lan năm 2010, VVD thu được số phiếu bầu cao nhất và đã giành được 31 trong số 150 ghế trong Hạ viện. VVD hiện là một đảng lớn trong một liên hiệp chính phủ thiểu số trung hữu cùng với Đảng khẩn cầu dân chủ Thiên chúa giáo (CDA) dưới sự lãnh đạo của lãnh đạo đảng VVD Mark Rutte. Rutte đã làm lãnh đạo của VVD kể từ ngày 31 tháng 5 năm 2006.
Đa số quốc hội của nội các Rutte đã được bổ sung bởi Đảng tự do của Geert Wilders (PVV), nhưng đa số này đã trở nên không ổn định khi đảng của Wilders từ chối hỗ trợ các biện pháp thắt lưng buộc bụng liên quan đến cuộc khủng hoảng đồng Euro. Do đó, các cuộc bầu cử Hạ viện đã được tổ chức vào ngày 12 tháng 9 năm 2012.
VVD được thành lập vào năm 1948 như là một sự tiếp nối của Đảng Tự do, là một sự tiếp nối của Đảng quốc gia tự do interbellum, mà nó lại là sự tiếp nối của Liên minh Tự do. Các đảng phái này đã tập hợp lại bởi Comite -Oud, một nhóm các thành viên tự do của Công đảng (PvdA), lãnh đạo bởi Pieter Oud. Các đảng viên theo chủ trương tự do trong Công đảng chủ yếu là các thành viên của Liên minh dân chủ tự do tư duy tự do xã hội tiền chiến tranh (VDB), tổ chức đã gia nhập Công đảng trong phong trào bước đột phá sau chiến tranh Doorbraak. Họ không hài lòng  với định hướng xã hội dân chủ  của Công đảng.
Giữa năm 1948 và 1952, VVD đã tham gia vào nội các rộng lãnh đảo bởi Công đảng của Thủ tướng Willem Drees. Đảng này là một đối tác nhỏ với chỉ tám ghế so với Đảng nhân dân Công giáo (KVP) và Công đảng, cả hai đã có khoảng 30 ghế (trong số 100 ghế). Lãnh đạo của đảng là trong tay của các cựu đảng viên Công đảng Oud. Nội Drees đã đặt nền móng cho nhà nước phúc lợi  và giải phóng thuộc địa Đông Ấn Hòa Lan.